# Büchmesser
Le Büchmesser, « mesureur de bedaine », est une colonne de grès datant de 1567 située à l’angle du 11, rue Mercière et du parvis de la cathédrale Notre-Dame de Strasbourg, sur laquelle repose l’encorbellement de l’ancienne pharmacie du Cerf dont les parties les plus anciennes remontent au XVe siècle. Le Büchmesser fait l'objet d'un classement au titre des monuments historiques depuis 1936.

## Histoire
Selon la tradition, les bourgeois de la ville membres du conseil faisaient le tour des corporations le jour de la prestation de serment, le Schwoertag, avec force ripailles. À la fin de cette journée, ils devaient passer par le « mesureur de bedaine », et tenter de se glisser entre le mur et le pilier, soit un espace de 35 cm, pour évaluer leur embonpoint.
Le millésime 1567 gravé sur le Büchmesser correspond à un agrandissement des niveaux supérieurs de la maison.

### Restauration
En 2009, le pilier fait l’objet d’une restauration consistant à l’enduire d’un revêtement granité gris-rose. De nombreuses voix s’élèvent alors pour faire remarquer que cette restauration n’a pas été faite dans les règles de l’art.
Finalement, après de nombreuses tergiversations, le Büchmesser fait l’objet d’une restauration complète en février 2016 par l’entreprise Meazza, spécialisée dans la restauration du patrimoine, qui, dans le cadre d’un mécénat, a pris en charge la totalité du coût des travaux soit 25 000 €. Sous la direction de Fabien Michel, architecte du patrimoine, le socle et le fût, en grès rose de Niderviller, ont été remplacés car trop abîmés. Trois bagues décoratives et des traces de moulures retrouvées sur l’original ont été reproduites sur le nouveau socle à huit faces et sur le fût.

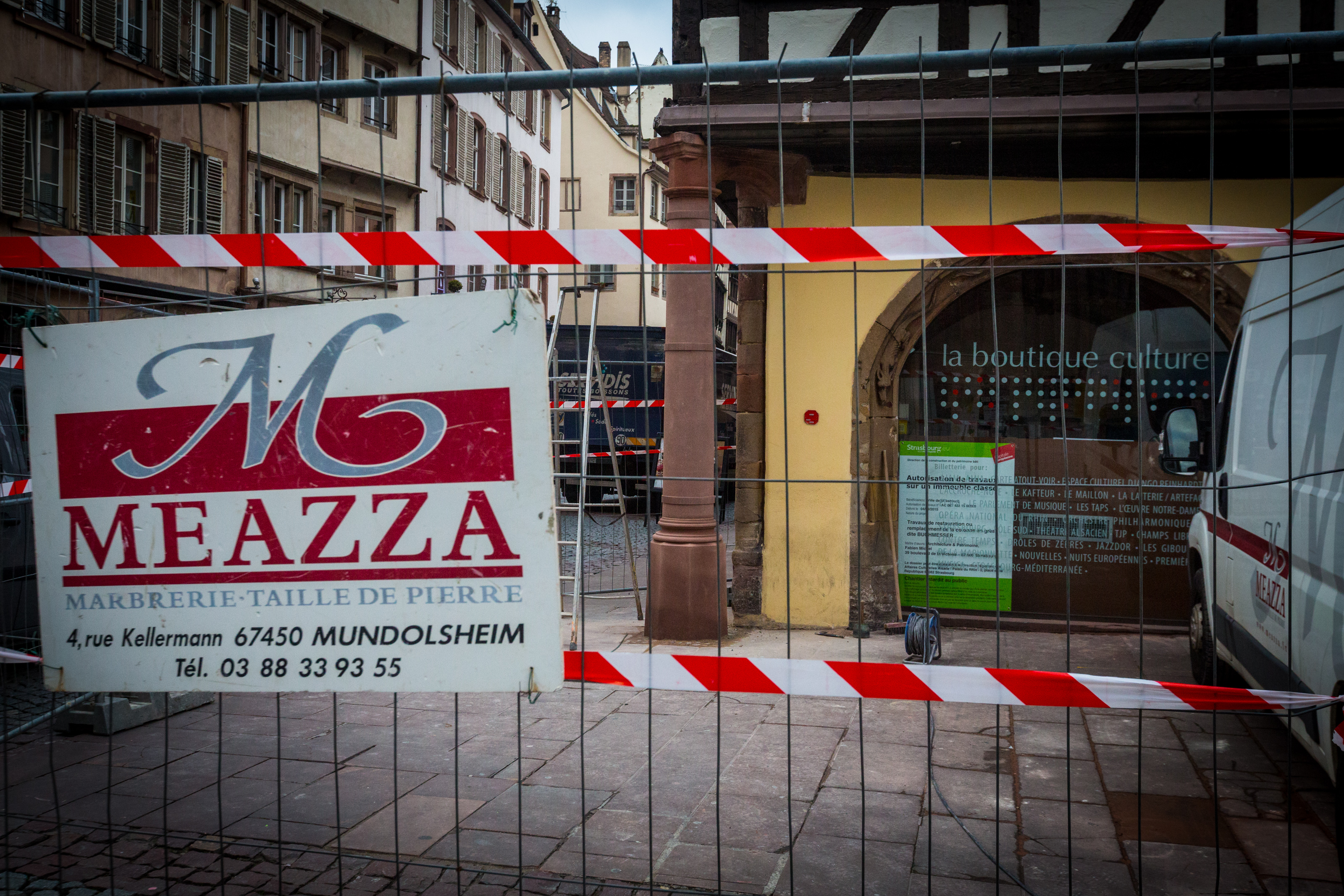
Chantier de restauration en février 2016.
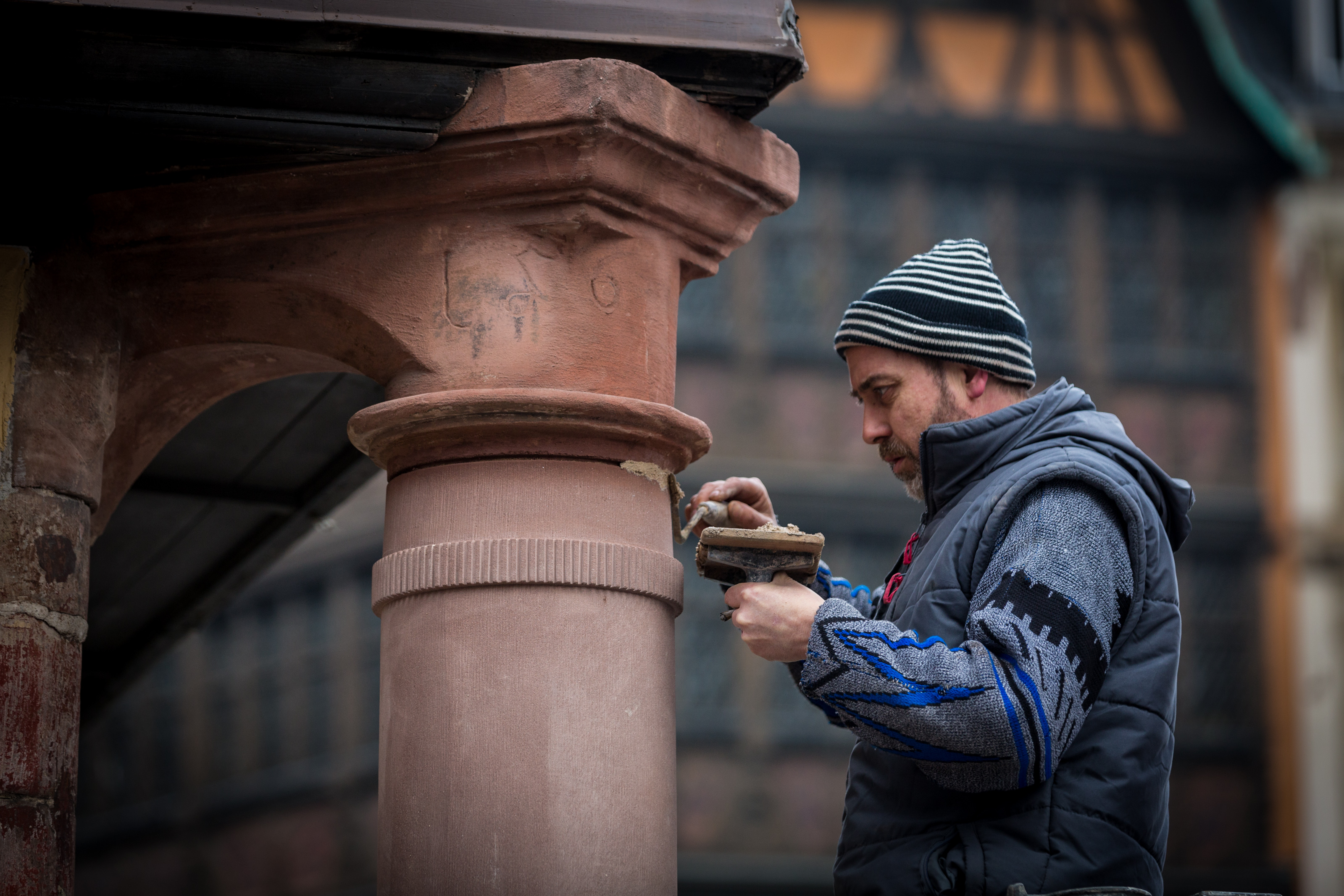
Travaux de restauration en février 2016.
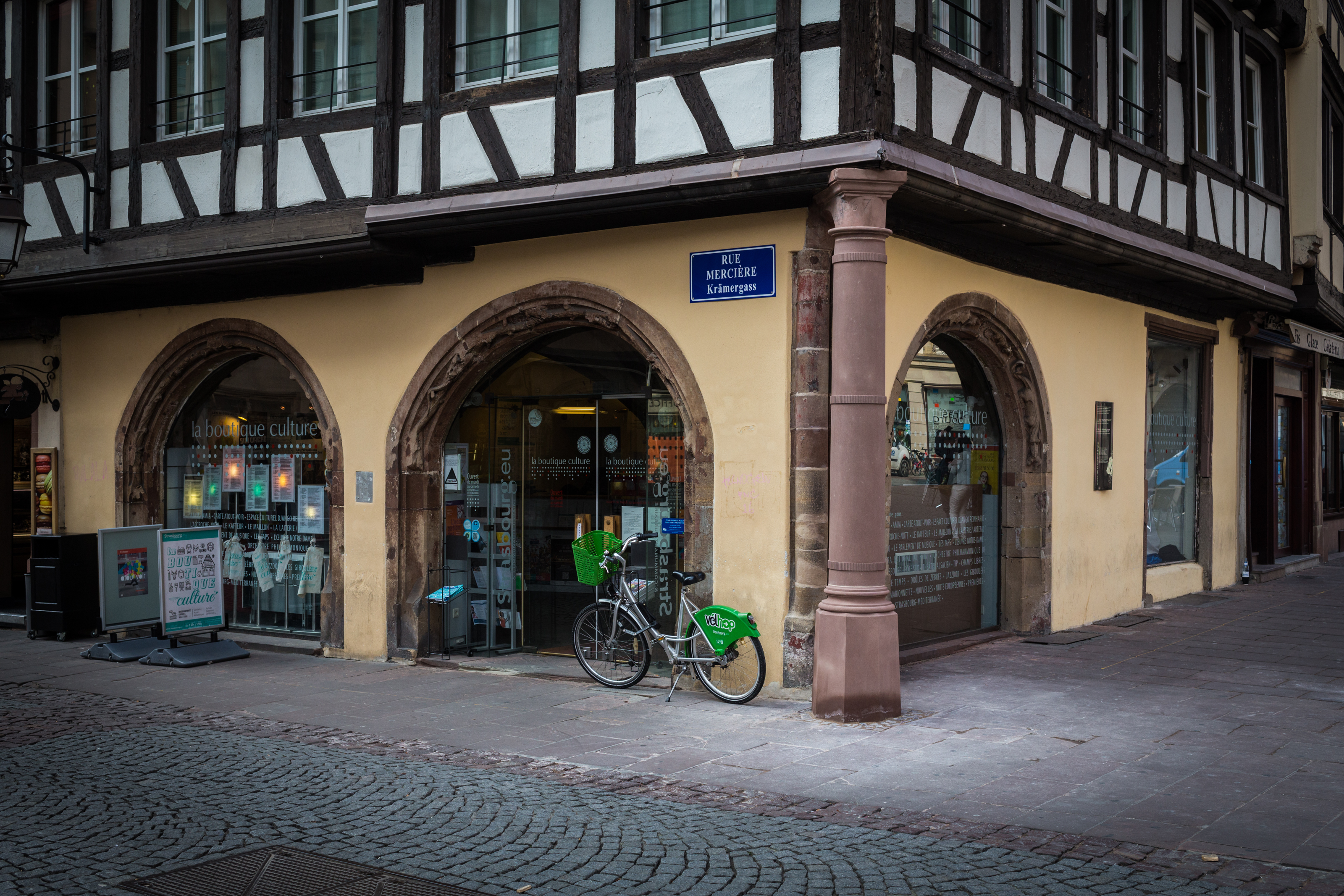
L’ancienne pharmacie du Cerf, à l’angle de laquelle se trouve le Büchmesser.